# Carl Waitoa
Carl Waitoa (ur. 23 kwietnia 1977) – nowozelandzki kulturysta i strongman.
Mistrz Nowej Zelandii Strongman i Mistrz Irlandii Strongman.

## Życiorys
Carl Waitoa wziął udział w Mistrzostwach Świata Strongman 2005, jednak nie zakwalifikował się do finału.
Obecnie mieszka w Irlandii.
Wymiary:
- wzrost 189 cm
- waga 130 kg
- biceps 51 cm
- klatka piersiowa 122 cm
- talia 91 cm

## Osiągnięcia strongman
- 2004
  - 2. miejsce - Mistrzostwa Irlandii Strongman
- 2005
  - 7. miejsce - Puchar Świata Siłaczy 2005: Wexford
  - 8. miejsce - Puchar Świata Siłaczy 2005: Yorkshire
  - 1. miejsce - Mistrzostwa Irlandii Strongman
  - 11. miejsce - Super Seria 2005: Malbork[3]
  - 8. miejsce - Super Seria 2005: Mohegan Sun
- 2006
  - 8. miejsce - Super Seria 2006: Moskwa
- 2007
  - 10. miejsce - Puchar Świata Siłaczy 2007: Dartford